# La Première Mort
La Première Mort (en grec : Ο πρώτος θάνατος, en anglais : The First Death) est le dernier volet de la trilogie de Dimitris Lyacos Poena Damni. Il est paru à Athènes en 1996.
Le livre raconte l'histoire d'un homme bloqué sur une île déserte dans une séquence de quatorze sections de poèmes, racontant sa lutte sans relâche pour sa survie et sa désintégration physique et mentale. L'œuvre fait simultanément allusion à un Philoctète moderne, une version inversée de Robinson Crusoé ainsi qu'au mythe du démembrement de Dionysos. Les images denses et cauchemardesques du poème, pleines de sensations d'hallucination, de délire, de synesthésie et de putréfaction ont permis de faire des comparaisons avec Lautréamont, Trakl et Beckett,.
Bien que premier dans l'histoire de la publication de la trilogie Poena Damni, La Première Mort est la dernière tranche de la séquence narrative.

## Titre
Le titre du livre fait référence à la contradiction entre la première et la seconde mort dans l'Apocalypse de saint Jean le Divin, la première mort faisant référence à la fin de vie naturelle (mort du corps) par opposition à la seconde mort (annihilation, mort de l'âme). Dans la mesure où la première mort n'est pas de nature spirituelle, elle n'est pas considérée comme une "mort réelle"  , c'est-à-dire une annihilation. Dans un tel sens spirituel, le protagoniste du livre subsiste dans une sorte d'existence "infernale", attendant vraisemblablement l'occurrence d'une rédemption future ou d'une extinction définitive. Le titre fait également référence à la première mort dans l'histoire biblique de la race humaine, qui a résulté du meurtre d'Abel par son frère Cain.

## Sommaire
La Première Mort raconte l'épreuve d'un protagoniste sans nom échoué sur une île désertique. Le livre commence par une description de son corps mutilé qui se frotte contre les rochers. Le poème se développe sur le thème de sa dégradation continue, physique et mentale, car même les mécanismes de la mémoire sont disloqués. Pourtant, le lien entre la personne et le corps assure que la vie persiste toujours, et, "à ce point sans substance / où le monde entre en collision et décolle", les instincts mécaniques du cosmos grondent en action et font passer à nouveau cette substance irréductible dans l'espace - provoquant, peut-être, une future régénération.

## Thèmes
La Première Mort raconte le résultat du voyage de son protagoniste vers l'anéantissement. Son corps et son esprit sont au bord de la dissolution tout en luttant pour leur survie. Représenté comme une victime de la nature et vraisemblablement expulsé par la société, il est représenté à la fois comme un naufragé et un avortement, mourant avant d'avoir accouché. L'œuvre décrit sa torture de type purgatoire, cartographiant une île déserte et rocheuse comme le lieu de ses souffrances. Son exclusion et sa solitude font allusion à la tragédie grecque, surtout à Philoctète, tandis que les images de mutilation se rapportent aux sacrifices et aux rituels de la Grèce antique. Le mythe du démembrement de Dionysos par les Titans est également évoqué alors que le texte recourt au concept de sparagmos (grec ancien: σπαραγμός, de σπαράσσω sparasso, "déchirer, tirer en morceaux"), un acte de déchirant ou mutilant D'autres références classiques obliques sont également intégrées dans le texte, comme la présence d'Orphée, également suggérée par des images de démembrement. Dans son rôle d'épilogue de la trilogie, le poème est également témoin des conséquences de la violence imminente du premier volume, Z213: Exit,.

## Style
Le grec d'origine emploie un idiome moderne non conventionnel, accueillant une variété de mots grecs anciens et les intégrant dans le flux du texte. Contrairement au livre précédent de la trilogie, Avec les gens du pont, qui utilise des phrases simples et majoritairement nues dans un contexte théâtral, La Première Mort est écrit dans un style dense et très tropical. Chaque section de poème dévoile une concaténation d'images à plusieurs niveaux afin d'illustrer le tourment incessant du protagoniste du livre. Souvent, la charge de l'abstraction surréaliste confère une atmosphère métaphysique à l'œuvre, investissant ainsi l'épreuve subie par le protagoniste avec une qualité sublime alors que, malgré le monde, il continue sa lutte jusque' aux limites de ses pouvoirs. Les images de la nature gâtée, pourrie et mutilée, les artefacts, l'architecture et surtout les corps sont décrits avec tant de détails qu'ils prennent une gloire étrange, atroce et paradoxale. Le livre met en évidence des aspects de la clarté homérique de la description qui sont à leur tour couplés à des représentations féroces et expressionnistes d'un décor cauchemardesque. Dans son alignement des traditions littéraires disparates afin de dépeindre intensément le choc du sujet humain au milieu d'un monde hostile, La Première Mort est considéré comme l'une des œuvres les plus violentes de la littérature grecque des temps modernes,.

## Historique de la réception et de la publication
Étant le premier à avoir été publié parmi les trois épisodes de la trilogie Poena Damni, La Première Mort a reçu un nombre de critiques qui s'étalent sur deux décennies. Certains critiques soulignent le lien étroit de l'œuvre avec la littérature grecque ancienne en raison de son caractère linguistique hybride et de ses allusions à la tragédie " tandis que d'autres voient un lien étroit avec les événements actuels. Le critique Toti O 'Brien note:" Comme je lis La Première Mort J'imagine le tapis de cadavres bordant la Méditerranée. Des strates et des strates de membres - maintenant des os - se sont empilés au cours des dernières décennies, tous appartenant à des cargaisons de migrants cherchant à s'échapper à travers l'Europe. Je ne peux pas m'empêcher de relier la poésie sous mes yeux à ce paysage précis. L'imagerie la plus puissante et la plus dérangeante que Lyacos peint a du sens dans ce contexte où elle s'intègre naturellement.
Le livre a été initialement publié en grec en 1996 et a été traduit en anglais, allemand, espagnol et italien. La première édition anglaise est apparue en 2000 et a cessé d'être imprimée en 2005. Une deuxième édition anglaise révisée a été lancée sous forme de livre électronique au printemps 2017 et a par la suite été publiée à l'automne de la même année  (ISBN 9781910323878). La nouvelle édition contient des notes de traduction étendues expliquant les références grecques anciennes du texte grec original.La traduction française du livre devrait paraître au printemps 2020 par Le Miel des Anges.